# Axel Svensson (präst)
Axel Theodor Svensson, född 31 oktober 1840 i Jönköping, död 28 februari 1923 i Motala stad, Östergötlands län, han var en svensk kyrkoherde i Motala församling och kontraktsprost i Aska kontrakt.

## Biografi
Axel Svensson föddes 31 oktober 1840 i Jönköping. Han var son till kusken Johan Gustaf Svensson och Margareta Sofia Cederlöf- Svensson studerade i Jönköping och blev höstterminen 1857 student vid Uppsala universitet, Uppsala. Han tog 31 maj 1862 teoretisk teologisk examen och 12 december samma år praktisk teologisk examen. Svensson fick 30 december 1862 infödingsrätt i Linköpings stift och fick 24 april 1863 åldersdispens. Han prästvigdes 19 juni 1863 och blev 20 januari 1868 komminister i Hycklinge församling, Horns pastorat, tillträde samma år. Svensson blev 22 januari 1872 komminister i Skärkinds församling, Skärkinds pastorat, tillträde 1874 och blev 28 september 1874 tredje komminister i Sankt Olofs församling, Norrköping, tillträde direkt. Han tog pastoralexamen 15 februari 1884 och blev 12 december samm år kyrkoherde i Motala församling, Motala pastorat, tillträde 1 mars 1885 och blev 12 augusti 1896 kontraktsprost i Aska kontrakt. Svensson avled 28 februari 1923 i Motala stad, Östergötlands län.

### Familj
Svensson gifte sig första gången 18 september 1869 med Alma Maria Hellena Örtegren (1841–1877). Hon var dotter till kyrkoherden i Horns socken. De fick tillsammans barnen Signe Ida Hellena (född 1871), Maria Axelina (född 1872), Sven Gustaf Axel (1874–1874), Alma Theodora (1875–1876) och Alma Margareta (född 1877).
Svensson gifte sig andra gången 30 november 1879 med Alma Sofia Ekberg (född 1841). Hon var dotter till vagnfabrikören Christian Gabriel Fredrik Ekberg och Sofia Ulrika Eleonora Willén i Linköping. De fick tillsammans barnen Alma Birgitta Sofia och Sven Axel Helge (född 1885).